# Amt Gadebusch
L'Amt Gadebusch est un Amt de l'arrondissement du Mecklembourg-du-Nord-Ouest dans le land de Mecklembourg-Poméranie-Occidentale, au nord de l'Allemagne.

## Communes
1. Dragun
2. Gadebusch
3. Kneese
4. Krembz
5. Mühlen Eichsen
6. Roggendorf
7. Rögnitz
8. Veelböken